# Società missionaria di San Paolo
La Società Missionaria di San Paolo (in latino Missionalis Societas Sancti Pauli, in inglese Missionary Society of St. Paul) è un istituto religioso maschile di diritto pontificio: i membri di questa congregazione clericale pospongono al loro nome la sigla M.S.S.P.

## Storia
La congregazione venne fondata a Medina il 30 giugno 1910 dal sacerdote Giuseppe De Piro (1877-1933) per l'assistenza agli emigrati maltesi e l'apostolato in terra di missione: venne canonicamente eretta dal vescovo di Malta il 14 novembre 1921.
L'istituto ottenne il pontificio decreto di lode il 29 gennaio 1973 e le sue costituzioni vennero approvate dalla Santa Sede tra il 1924 e il 1932.

## Attività e diffusione
I missionari della Società si dedicano all'opera di evangelizzazione e all'organizzazione della struttura ecclesiale in terra di missione.
Sono presenti in Australia, Canada, Filippine, Italia, Malta, Pakistan, Perù, Stati Uniti d'America; la sede generalizia è a Roma.
Alla fine del 2005 i missionari dell'istituto erano presenti in 23 comunità con 94 religiosi, 68 dei quali sacerdoti.